# TI-92

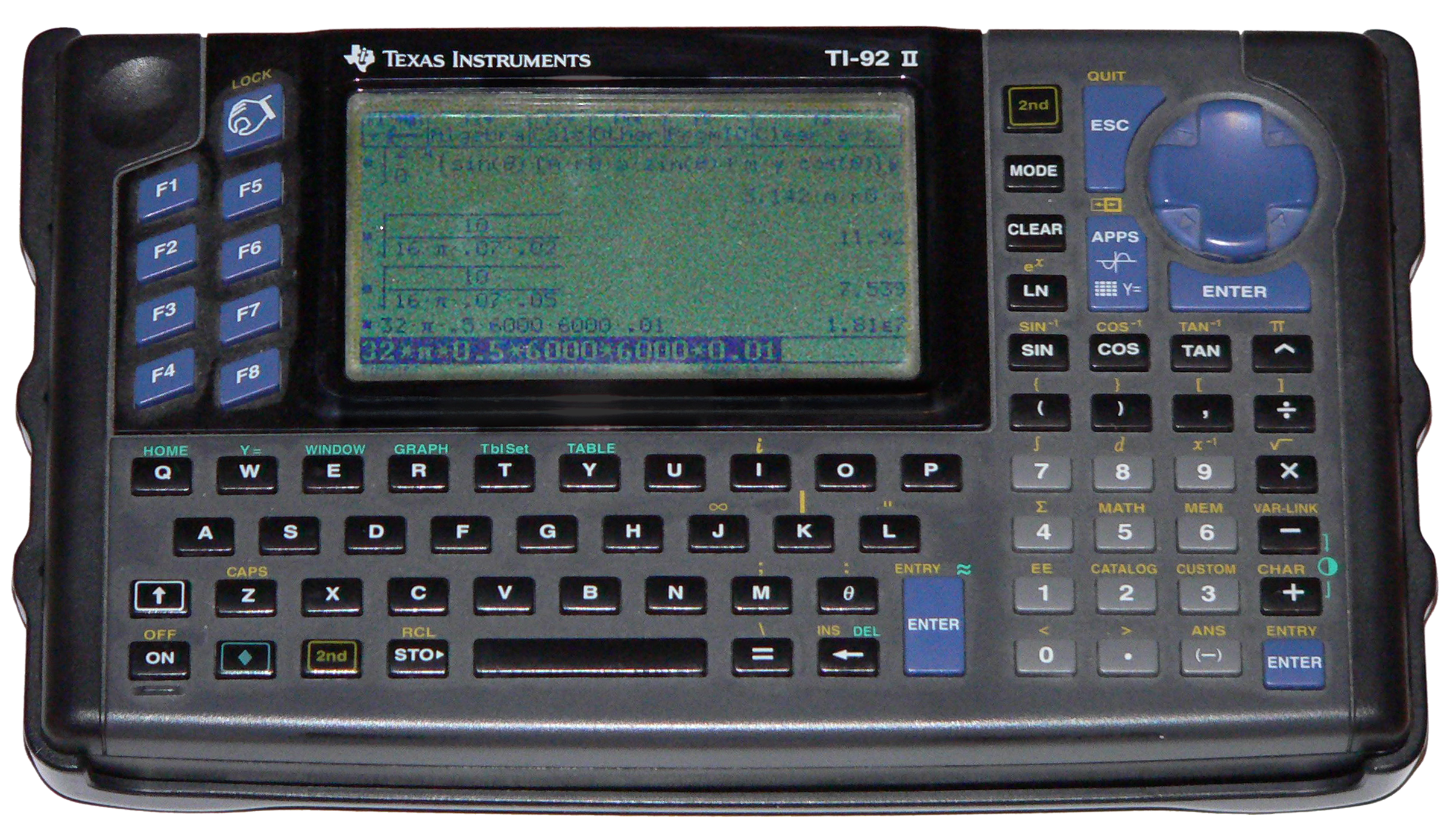
TI-92-II

TI-92 ist ein grafikfähiger Taschenrechner, der von Texas Instruments (TI) entwickelt und hergestellt wurde.
Das erste Modell kam 1995 auf den Markt. Nachfolger sind der TI-92 Plus und der Voyage 200. Als eine aktuelle Weiterentwicklung kann TI-Nspire CAS angesehen werden.
Die Besonderheit des TI-92 und das, was ihn von den meisten anderen Modellen abhebt, ist, dass er über eine QWERTY-Tastatur, ein 8-Weg-Steuerkreuz und über ein Computeralgebrasystem verfügt. Durch das Computer-Algebra-System, welches auf Derive basiert, ist es möglich, mit algebraischen Ausdrücken zu rechnen. Die Funktionalität des CAS reicht vom Umformen von mathematischen Ausdrücken über das Lösen von Gleichungen bis hin zur Differential- und Integralrechnung.
Dieser Taschenrechner wird/wurde (neuere Modelle erschienen) aufgrund seiner Vielseitigkeit und größeren Übersichtlichkeit bei komplexeren mathematischen Aufgaben an höheren Schulen, wie Gymnasien, technischen Lehranstalten sowie an Universitäten genutzt.

## Eigenschaften
Die nachfolgende Tabelle zeigt die technischen Eigenschaften des TI-92 im Vergleich zu TI-89 und Voyage 200.
|                      |                      | TI-92               | TI-92 II            | TI-92 Plus          | TI-89                  | TI-89 Titanium     | Voyage 200             |
| -------------------- | -------------------- | ------------------- | ------------------- | ------------------- | ---------------------- | ------------------ | ---------------------- |
| Prozessor            | Prozessor            | MC68000             | MC68000             | MC68000             | MC68000                | MC68000            | MC68000                |
| Taktfrequenz         | Taktfrequenz         | 10 MHz              | 10 MHz              | 12 MHz              | 10 MHz                 | 12 MHz             | 12 MHz                 |
| RAM,                 | gesamt               | 128 kB              | 256 kB              | 256 kB              | 256 kB                 | 256 kB             | 256 kB                 |
| RAM,                 | verfügbar a          | 70 kB               | 136 kB              | 188 kB              | 188 kB                 | 188 kB             | 188 kB                 |
| Flash ROM,           | gesamt               | 1 MB                | 1 MB                | 2 MB                | 2 MB                   | 4 MB               | 4 MB                   |
| Flash ROM,           | verfügbar a          | –                   | –                   | 702 kB              | 639 kB                 | 2,7 MB             | 2,7 MB                 |
| Bildschirmtyp        | Bildschirmtyp        | monochrom           | monochrom           | monochrom           | monochrom              | monochrom          | monochrom              |
| Bildschirmauflösung  | Bildschirmauflösung  | 240 × 128 Pixel     | 240 × 128 Pixel     | 240 × 128 Pixel     | 160 × 100 Pixel        | 160 × 100 Pixel    | 240 × 128 Pixel        |
| Stromversorgung      | Stromversorgung      | 4 × Mignon-Batterie | 4 × Mignon-Batterie | 4 × Mignon-Batterie | 4 × Micro-Batterie     | 4 × Micro-Batterie | 4 × Micro-Batterie     |
| Stromversorgung      | Stromversorgung      | 1 × CR2032          | 1 × CR2032          | 1 × CR2032          | 1 × CR1616 oder CR1620 | 1 × SR44           | 1 × CR1616 oder CR1620 |
| Erstveröffentlichung | Erstveröffentlichung | 1995                | 1996                | 1998                | 1998                   | 2004               | 2002                   |

Es gibt TI-92 Plus als Emulator online mit dieser Liste von häufig verwendeten Befehlen.